# Olof Carlsson (militär)
Olof Fredrik Carlsson, född 6 december 1918 i Karlstad, död 2 mars 2008 i Tärna församling, Västerbottens län, var en svensk militär och stridspilot. Han var morfar till utförsåkaren Anja Pärson.
Hans föräldrar var bokhållaren Ragnar Carlsson och Elisabeth Larsson. Efter genomgången maskinfackskola i Eskilstuna 1940 tog han officersexamen 1943, blev fänrik 1943, löjtnant 1945, kapten 1950, major 1955 och överstelöjtnant 1960. Han studerade vid Flygkrigshögskolan 1948–1949 och 1953–1954 samt Försvarshögskolan 1961.
Han blev signalofficer vid Svea flygflottilj (F8) 1944, vid tredje flygeskadern (E3) 1946, radarofficer vid Försvarsstabens signalavdelning 1947, stabsofficer vid luftbevakningsinspektionen 1949, vid Svea flygflottilj 1952. Han blev militärassistent vid Försvarets forskningsanstalt 1954, avdelningschef vid Flygstabens operativa avdelning 1960 (ställföreträdande 1957), stabschef vid tredje flygeskadern från 1961. Han var stabschef vid UN Air Headquarter i Léopoldville från 1962. Han var riddare av Svärdsorden.
Olof Carlsson var verksam som stridspilot vilket bland annat innefattade FN-uppdrag i Kongo-Léopoldville med riskfyllda aktioner. Några år före sin död flyttade Carlsson och hans hustru till Tärnaby.
Han var från 1946 gift med Kerstin Timander (född 1918), dotter till byggmästare Carl Timander och Eni Mattsson. De fick döttrarna Ann-Charlotte 1950 och Madeleine 1954, som gifte sig med Anders Pärson.